# Shuangfengita
La shuangfengita és un mineral de la classe dels sulfurs, que pertany al grup de la melonita. Rep el nom de la localitat de Shuangfeng, a la República Popular de la Xina, la seva localitat tipus.

## Característiques
La shuangfengita és un sulfur de fórmula química IrTe₂. Va ser aprovada com a espècie vàlida per l'Associació Mineralògica Internacional l'any 1993. Cristal·litza en el sistema trigonal. La seva duresa a l'escala de Mohs és 3.
Segons la classificació de Nickel-Strunz, la shuangfengita pertany a «02.EA: Sulfurs metàl·lics, M:S = 1:2, amb Cu, Ag, Au» juntament amb els següents minerals: silvanita, calaverita, kostovita, krennerita, berndtita, kitkaïta, melonita, merenskyita, moncheïta, sudovikovita, verbeekita, drysdal·lita, jordisita, molibdenita i tungstenita.

## Formació i jaciments
Va ser descoberta a la localitat de Shuangfeng, dins el comtat de Xinglong, a Chengde (Hebei, República Popular de la Xina). També ha estat descrita a la localitat de Maying, als placers del riu Wulie i als dipòsits de crom i PGE de Gaositai, tots tres indrets al comtat de Chengde, també a la República Popular de la Xina.